# Lamellitrochus inceratus
Lamellitrochus inceratus är en snäckart som beskrevs av Christopher John Quinn 1991. Lamellitrochus inceratus ingår i släktet Lamellitrochus och familjen pärlemorsnäckor. Inga underarter finns listade i Catalogue of Life.